# På optagelse med Steven Spielberg
|  | Denne artikel er oprettet af botten PalnaBot ud fra en ekstern database. Den kan derfor have sproglige fejl eller mangler. Denne skabelon kan fjernes efter kontrol af indholdet. |

På optagelse med Steven Spielberg er en dokumentarfilm fra 1990 instrueret af Anders Refn efter manuskript af Anders Refn, Marianne Christensen.

## Handling
Den danske instruktør Anders Refn har talt med super-instruktøren Steven Spielberg og den danske fotograf Mikael Salomon, der har "invaderet Amerika" og er blevet stjerne på sit område. Udgangspunktet er Spielbergs kærlighedsfilm »Always«, der også indeholder en række dramatiske situationer. I portrættet veksler samtalen med klip fra den færdige film og fra optagelserne. Der gives således god besked om instruktørens og fotografens rolle, om tekniske kneb, om forholdet til skuespillerne, om et filmhold der er som en stor familie...